# منتخب الأرجنتين للكرة اللينة للسيدات
منتخب الأرجنتين للكرة اللينة للسيدات هو ممثل الأرجنتين الرسمي في المنافسات الدولية في الكرة اللينة للسيدات .

## طالع أيضًا
- منتخب الأرجنتين للكرة اللينة للرجال